# Lyttelton (zatoka)
Lyttelton (ang. Lyttelton Harbour, maori Te Whaka-raupo) – zatoka Wyspy Południowej w Nowej Zelandii, wcinająca się na około 15 km w głąb Półwyspu Banksa. Stanowi dno wulkanicznej kaldery zalane wodami oceanicznymi. Na jej północnym obrzeżeniu ciągnie się pasmo wulkanicznych wzgórz Port Hills.
Nad zatoką położone jest portowe miasto Lyttelton, obsługujące pobliskie Christchurch.